# Łukowskaja (Osetia Północna)
Łukowskaja (ros. Луковская) – stanica w Rosji, w Osetii Północnej, w rejonie mozdockim. W 2010 liczyła 5222 mieszkańców.